# Erythrogenys
Genre
Erythrogenys est un genre d'oiseaux de la famille des Timaliidae.

Selon le Congrès ornithologique international (ordre phylogénique), il comporte 6 espèces :
- Erythrogenys hypoleucos – Pomatorhin à long bec
- Erythrogenys erythrocnemis – Pomatorhin tacheté
- Erythrogenys gravivox – Pomatorhin chanteur
- Erythrogenys mcclellandi – Pomatorhin de McClelland
- Erythrogenys swinhoei – Pomatorhin de Swinhoe
- Erythrogenys erythrogenys – Pomatorhin à joues rousses